# Синхронное плавание на летних Олимпийских играх 2012
Соревнования по синхронному плаванию на летних Олимпийских играх 2012 прошли с 5 по 10 августа. Были разыграны 2 комплекта наград (в соревнованиях дуэтов и групп). Сборная России на 4-й Олимпиаде подряд выиграла обе золотые медали в синхронном плавании.
Анастасия Давыдова, выиграв золото в групповом первенстве в составе сборной России, стала первой в истории синхронисткой, завоевавшей 5 золотых олимпийских наград.
Свои третьи золотые олимпийские медали выиграли россиянки Наталья Ищенко, Светлана Ромашина, Мария Громова и Эльвира Хасянова.

## Медали

### Общий зачёт
(Жирным выделено самое большое количество медалей в своей категории; принимающая страна также выделена)
| Общее количество медалей |         |        |         |        |       |
| Место                    | Страна  | Золото | Серебро | Бронза | Всего |
| 1                        | Россия  | 2      | 0       | 0      | 2     |
| 2                        | Испания | 0      | 1       | 1      | 2     |
| 2                        | Китай   | 0      | 1       | 1      | 2     |

### Медалисты
| Дисциплина | Золото | Серебро | Бронза |
| Дуэты      | Россия · Наталья Ищенко · Светлана Ромашина | Испания · Она Карбонель · Андреа Фуэнтес                                                                             | Китай · Хуан Сюэчэнь · Лю Оу |
| Группы     | Россия · Наталья Ищенко · Светлана Ромашина · Анастасия Давыдова · Мария Громова · Эльвира Хасянова · Александра Пацкевич · Дарья Коробова · Анжелика Тиманина · Алла Шишкина | Китай · Чан Сы · Чэнь Сяоцзюнь · Хуан Сюэчэнь · Цзян Тинтин · Цзян Вэньвэнь · Лю Оу · Ло Си · Сунь Вэньянь · У Ивэнь | Испания · Клара Канеллас · Маргалида Хауме · Ирэн Беус · Паола Роке · Альба Мария Кабельо · Она Карбонель · Таис Энрикес Торрес · Андреа Фуэнтес · Лайя Аренас |

## Спортивные объекты
| Центр водных видов спорта |
| ------------------------- |
|                           |
| Вместимость: 17 500       |